# Besiedlung
Die Besiedlung (oder Besiedelung) ist ein Prozess des ortsbezogenen Niederlassens von Lebewesen mit anschließender Vermehrung. Auch das Ergebnis dieses Vorgangs wird als Besiedlung bezeichnet.

## Menschen
Bei Menschen geschieht die Besiedelung eines Ortes oder einer Region mehr oder weniger planmäßig. Sie dient dem Zweck des Wohnens oder des dauernden Aufenthaltes. Die erste Phase wird als Ansiedlung bezeichnet. Dagegen umfasst Besiedelung auch das weitere Anwachsen der Bevölkerung in einer Siedlung oder einer neu besiedelten Region.
Im Gegensatz dazu bezeichnet Absiedlung die planmäßige und ortsbezogene teilweise oder komplette Aufgabe von Siedlungsgebieten beispielsweise in geplanten Bergbaugebieten oder Manövergeländen. Ist der Vorgang dagegen unplanmäßig, spricht man von Wüstfallen.
Bei der Berechnung der Besiedlungsdichte eines Gebiets wird berücksichtigt, dass manche Flächen nicht besiedelt werden können, zum Beispiel Gewässer, Naturschutzgebiete und militärische Sperrgebiete.

## Mikroorganismen
In der Mikrobiologie wird unter einer Besiedlung die Anhaftung und Vermehrung von Mikroorganismen bezeichnet. Mikroorganismen können sowohl unbelebte Gegenstände besiedeln (zum Beispiel Lebensmittel) als auch die inneren und äußeren Körperoberflächen des Menschen und anderer Lebewesen. Als Standortflora (oder Kolonisationsflora, residente Keime oder Kommensale) lösen sie normalerweise keine Infektion oder Erkrankung des besiedelten Organismus aus. Siedeln sich hingegen pathogene Keime (Krankheitserreger) an, spricht man von einer Infizierung.

## Andere Lebewesen
Auch andere Lebewesen besiedeln Orte und Lebensräume, beispielsweise:
- Pflanzen[3]
- Ameisen[4]
- Fische[5]
- Wildschweine[6]
- Nagetiere[7]

Die Besiedlung von Leichen durch Insekten ist Forschungsgegenstand der forensischen Entomologie.